# مقبرة فاغانكوفو

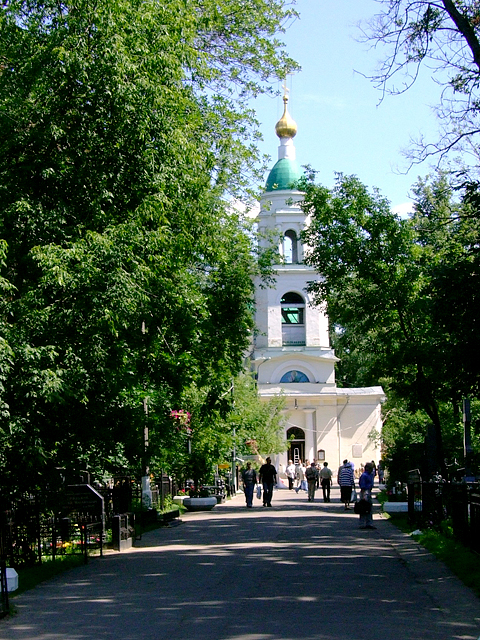
مشهد من كنيسة المقبرة سنة 2006

تأسست مقبرة فاغانكوفو (بالروسية: Ваганьковское кладбище) سنة 1771، وتقع في حي بريسنيا في موسكو.
ويُقدّر أن نصف مليون شخص قد دفنوا في مقبرة فاغانكوفو.
اعتبارا من عام 2010، يتواجد بالمقبرة أكثر من 100,000 قبرا. تحتوي المقبرة على مقبرة جماعية من معركة بورودينو، ومعركة موسكو، ومأساة خودينكا.

## أعلام
- فلاديمير فيسوتسكي
- بولاط أوكوجاوا
- ليف ياشين
- فاسيلي سوريكوف
- سيرغي يسينين